# بخش کنکورد (شهرستان شامپاین، اوهایو)
بخش کنکورد (به انگلیسی: Concord Township) یک منطقهٔ مسکونی در ایالات متحده آمریکا است که در شهرستان شمپین، اوهایو واقع شده‌است.
 بخش کنکورد ۷۸٫۱ کیلومتر مربع مساحت و ۱٬۴۲۲ نفر جمعیت دارد و ۳۳۵ متر بالاتر از سطح دریا واقع شده‌است.